# اگمن کورکماز
اگمن کورکماز (انگلیسی: Egemen Korkmaz؛ زادهٔ ۳ نوامبر ۱۹۸۲) بازیکن فوتبال اهل ترکیه است.
از باشگاه‌هایی که در آن بازی کرده‌است می‌توان به باشگاه فوتبال کارتال‌اسپور، باشگاه فوتبال ترابزون‌اسپور، باشگاه فوتبال بشیکتاش، باشگاه فوتبال بورسااسپور، و باشگاه فوتبال فنرباغچه اشاره کرد.
وی همچنین در تیم‌های ملی فوتبال زیر ۲۰ سال ترکیه، زیر ۲۱ سال ترکیه، Turkey A2 national football team، و ترکیه بازی کرده‌است.